# One Eye to Morocco
(Ian Gillan a proposito della scelta del genere musicale dell'album)
One Eye to Morocco è un album di Ian Gillan, registrato nel 2008 durante l'intervallo del tour mondiale dei Deep Purple a causa della morte della madre del bassista Roger Glover.
In seguito all'accaduto, Gillan tornò a Buffalo per registrare un nuovo album da solista.
L'idea di registrare un nuovo album gli venne quando si trovava in Polonia. Lì un certo Tommy Djiubinski gli disse "Ian you have one eye to Morocco and another one to Caucasus", un'espressione idiomatica polacca che si riferisce alle persone affette da strabismo.
Così nella primavera 2008, approfittando della pausa dei Deep Purple, richiamò a sé Steve Morris, e insieme scrissero in un breve lasso di tempo più di 30 canzoni. L'album venne quindi registrato negli studi di Missisauga.
Nell'album furono inserite solamente dodici di queste canzoni, le quali poi sono state mixate da Nick Blagona, che aveva già avuto esperienze con i Deep Purple.

## Tracce
1. One Eye to Morocco
2. No Lotion for That
3. Don't Stop
4. Change My Ways
5. Girl Goes to Show
6. Better Days
7. Deal with It
8. Ultimate Groove
9. The Sky Is Falling Down
10. Texas State of Mind
11. It Would Be Nice
12. Always the Travellers